# Paya Guci
Paya Guci is een bestuurslaag in het regentschap Pidie van de provincie Atjeh, Indonesië. Paya Guci telt 639 inwoners (volkstelling 2010).